# Erythrolamprus albertguentheri
Erythrolamprus albertguentheri — вид змій родини полозових (Colubridae). Мешкає в Південній Америці. Вид названий на честь німецько-британського зоолога Альберта Гюнтера.

## Поширення і екологія
Erythrolamprus albertguentheri мешкають в регіоні Чако в Болівії, Аргентині і Парагваї. Вони живуть в сухих рідколіссях і саванах. Відкладають яйця.